# لسنون
لسنون (به فرانسوی: Lesneven) یک کمون در فرانسه است که در canton of Lesneven واقع شده‌است.

## خصوصیات
لسنون ۱۰٫۲۷ کیلومترمربع مساحت و ۶٬۷۹۴ نفر جمعیت دارد.